# Leichtathletik-Weltmeisterschaften 1987/Siebenkampf der Frauen

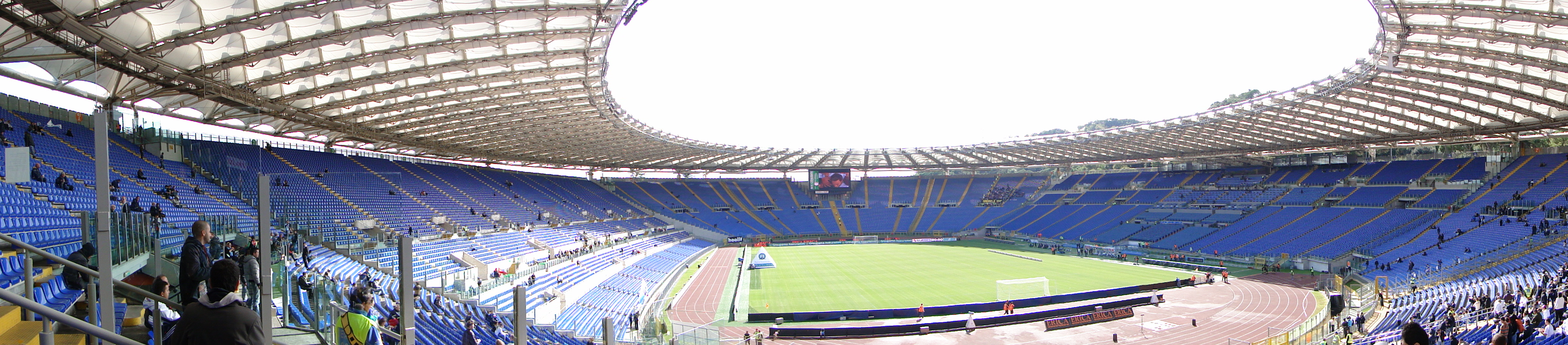
Das Olympiastadion in Rom

Der Siebenkampf der Frauen bei den Leichtathletik-Weltmeisterschaften 1987 fand am 31. August und 1. September 1987 in Rom, Italien, statt.
25 Athletinnen aus 17 August Ländern nahmen an dem Wettbewerb teil. Die Athletinnen aus den Vereinigten Staaten errangen in diesem Wettbewerb mit Gold und Bronze zwei Medaillen. Die Goldmedaille gewann die Olympiazweite von 1984 Jackie Joyner-Kersee mit 7128 Punkten, was ein neuer Meisterschaftsrekord war. Drei Tage später wurde sie auch Weltmeisterin im Weitsprung. Die Silbermedaille ging an Larissa Nikitina, spätere Larissa Turtschinskaja, aus der Sowjetunion mit 6564 Punkten, und die Bronzemedaille gewann Jane Frederick mit 6402 Punkten.

## Rekorde

### Bestehende Rekorde
Vor dem Wettbewerb galten folgende Rekorde:
| Weltrekord | Jackie Joyner-Kersee | 7158 Punkte | Houston, Vereinigte Staaten               | 1./2. August 1986 |
| WM-Rekord  | Ramona Neubert       | 6770 Punkte | Weltmeisterschaften in Helsinki, Finnland | 8./9. August 1983 |

Anmerkung zum Weltmeisterschaftsrekord:

Nach der bei den Weltmeisterschaften 1983 gültigen Wertung hatte Ramona Neubert 6714 Punkte erzielt. Bei den oben angegebenen 6770 Punkten handelt es sich um den nach der jetzt gültigen Punktetabelle umgerechneten Wert.

### Rekordverbesserung
Weltmeisterin Jackie Joyner-Kersee aus den Vereinigten Staaten verbesserte den bestehenden WM-Rekord am 31. August/1. September um 358 Punkte auf 7128 Punkte.

## Durchführung
Gewertet wurde nach der auch heute gültigen Punktetabelle von 1985. Die sieben Disziplinen des Siebenkampfs fanden auf zwei Tage verteilt statt:
- Tag 1 (31. August): 100-Meter-Hürdenlauf, Hochsprung, Kugelstoßen, 200-Meter-Lauf
- Tag 2 (1. September): Weitsprung, Speerwurf, 800-Meter-Lauf

## Endstand
31. August/1. September 1987
| Platz | Athletin              | Land | Punkte  |  | 100 m Hü       | Hoch          | Kugel         | 200 m          |  | Tag 1 (Pkte) |  | Weit          | Speer         | 800 m              |
| ----- | --------------------- | ---- | ------- |  | -------------- | ------------- | ------------- | -------------- |  | ------------ |  | ------------- | ------------- | ------------------ |
|       | Jackie Joyner-Kersee  | USA  | 7128 CR |  | 12,91 s 1138 P | 1,90 m 1106 P | 16,00 m 928 P | 22,95 s 1084 P |  | 4256         |  | 7,14 m 1220 P | 45,68 m 777 P | 2:16,29 min 875 P  |
|       | Larissa Nikitina      | URS  | 6564    |  | 13,77 s 1011 P | 1,87 m 1067 P | 15,66 m 905 P | 24,48 s 935 P  |  | 3918         |  | 6,33 m 953 P  | 55,24 m 962 P | 2:27,01 min 731 P  |
|       | Jane Frederick        | USA  | 6502    |  | 13,65 s 1028 P | 1,78 m 953 P  | 16,30 m 948 P | 24,69 s 915 P  |  | 3844         |  | 6,33 m 953 P  | 46,62 m 795 P | 2:13,77 min 910 P  |
| 4     | Anke Behmer           | DDR  | 6460    |  | 13,59 s 1037 P | 1,81 m 991 P  | 13,77 m 779 P | 23,54 s 1025 P |  | 3832         |  | 6,67 m 1062 P | 35,82 m 587 P | 2:09,03 min 979 P  |
| 5     | Liliana Năstase       | ROM  | 6325    |  | 13,09 s 1111 P | 1,75 m 916 P  | 13,11 m 735 P | 24,09 s 972 P  |  | 3734         |  | 6,59 m 1036 P | 41,84 m 703 P | 2:17,91 min 852 P  |
| 6     | Marion Reichelt       | DDR  | 6296    |  | 13,65 s 1028 P | 1,81 m 991 P  | 13,39 m 753 P | 24,17 s 964 P  |  | 3736         |  | 6,46 m 994 P  | 38,64 m 641 P | 2:12,76 min 925 P  |
| 7     | Marianna Maslennikowa | URS  | 6228    |  | 13,46 s 1056 P | 1,84 m 1029 P | 13,22 m 742 P | 24,41 s 942 P  |  | 3769         |  | 6,12 m 887 P  | 35,42 m 580 P | 2:08,12 min 992 P  |
| 8     | Zhu Yuqing            | CHN  | 6211 AS |  | 13,37 s 1069 P | 1,78 m 953 P  | 15,12 m 869 P | 23,99 s 982 P  |  | 3873         |  | 6,10 m 880 P  | 43,40 m 733 P | 2:27,45 min 725 P  |
| 9     | Kim Hagger            | GBR  | 6167    |  | 13,24 s 1089 P | 1,81 m 991 P  | 12,63 m 703 P | 24,68 s 916 P  |  | 3699         |  | 6,56 m 1027 P | 35,64 m 584 P | 2:17,59 min 857 P  |
| 10    | Jane Flemming         | AUS  | 6149    |  | 13,50 s 1050 P | 1,81 m 991 P  | 13,21 m 741 P | 23,75 s 1005 P |  | 3787         |  | 6,20 m 912 P  | 38,24 m 634 P | 2:20,58 min 816 P  |
| 11    | Nadine Debois         | FRA  | 6139    |  | 13,64 s 1030 P | 1,72 m 879 P  | 13,22 m 742 P | 24,23 s 959 P  |  | 3610         |  | 6,25 m 927 P  | 34,70 m 566 P | 2:05,17 min 1036 P |
| 12    | Cindy Greiner         | USA  | 6042    |  | 13,76 s 1013 P | 1,72 m 879 P  | 13,46 m 758 P | 24,45 s 938 P  |  | 3588         |  | 6,29 m 940 P  | 36,84 m 607 P | 2:13,99 min 907 P  |
| 13    | Tineke Hidding        | NED  | 6040    |  | 13,77 s 1011 P | 1,72 m 879 P  | 13,11 m 735 P | 24,18 s 963 P  |  | 3588         |  | 6,18 m 905 P  | 40,14 m 670 P | 2:16,10 min 877 P  |
| 14    | Swjatlana Buraha      | URS  | 5982    |  | 13,15 s 1102 P | 1,75 m 916 P  | 13,36 m 751 P | 24,17 s 964 P  |  | 3733         |  | 5,89 m 816 P  | 33,76 m 548 P | 2:15,58 min 885 P  |
| 15    | Joanne Mulliner       | GBR  | 5842    |  | 13,84 s 1001 P | 1,75 m 916 P  | 12,86 m 718 P | 24,80 s 905 P  |  | 3540         |  | 5,80 m 789 P  | 36,72 m 604 P | 2:13,83 min 909 P  |
| 16    | Ragne Kytölä          | FIN  | 5791    |  | 14,27 s 941 P  | 1,78 m 953 P  | 11,78 m 647 P | 25,16 s 872 P  |  | 3413         |  | 5,92 m 825 P  | 38,96 m 647 P | 2:14,03 min 906 P  |
| 17    | Cornelia Heinrich     | FRG  | 5664    |  | 14,48 s 912 P  | 1,75 m 916 P  | 14,04 m 797 P | 25,67 s 826 P  |  | 3451         |  | 5,94 m 831 P  | 41,06 m 688 P | 2:29,90 min 694 P  |
| 18    | Sabine Braun          | FRG  | 5621    |  | 14,14 s 959 P  | 1,75 m 916 P  | 12,42 m 688 P | 25,49 s 842 P  |  | 3405         |  | 5,77 m 780 P  | 37,74 m 625 P | 2:20,94 min 811 P  |
| 19    | Connie Polman-Tuin    | CAN  | 5608    |  | 14,35 s 929 P  | 1,66 m 806 P  | 12,85 m 717 P | 25,27 s 862 P  |  | 3314         |  | 6,10 m 880 P  | 35,80 m 587 P | 2:19,77 min 827 P  |
| DNF   | Eva Karblom           | SWE  | 4951    |  | 14,40 s 923 P  | 1,66 m 806 P  | 13,61 m 768 P | 25,10 s 878 P  |  | 3375         |  | 6,25 m 927 P  | 39,06 m 627 P | DNS                |
| DNF   | Ingrid Meilicke       | PAR  | 3854    |  | 15,19 s 817 P  | 1,51 m 632 P  | 10,35 m 552 P | 27,28 s 689 P  |  | 2690         |  | 5,14 m 598 P  | 34,70 m 566 P | DNS                |
| DNF   | Zuzana Lajbnerová     | TCH  | 3504    |  | 14,15 s 957 P  | 1,75 m 916 P  | 14,06 m 798 P | 25,59 s 833 P  |  | 3504         |  | DNS           |               |                    |
| DNF   | Manuela Marxer        | LIE  | 2255    |  | 14,76 s 874 P  | 1,66 m 806 P  | 10,69 m 575 P | DNS            |  | (2255)       |  |               |               |                    |
| DNF   | Chantal Beaugeant     | FRA  | 892     |  | 14,62 s 892 P  | DNS           |               |                |  | (892)        |  |               |               |                    |
| DNF   | Alessandra Becatti    | ITA  | 0       |  | DNF 0 P        | DNS           |               |                |  | (0)          |  |               |               |                    |

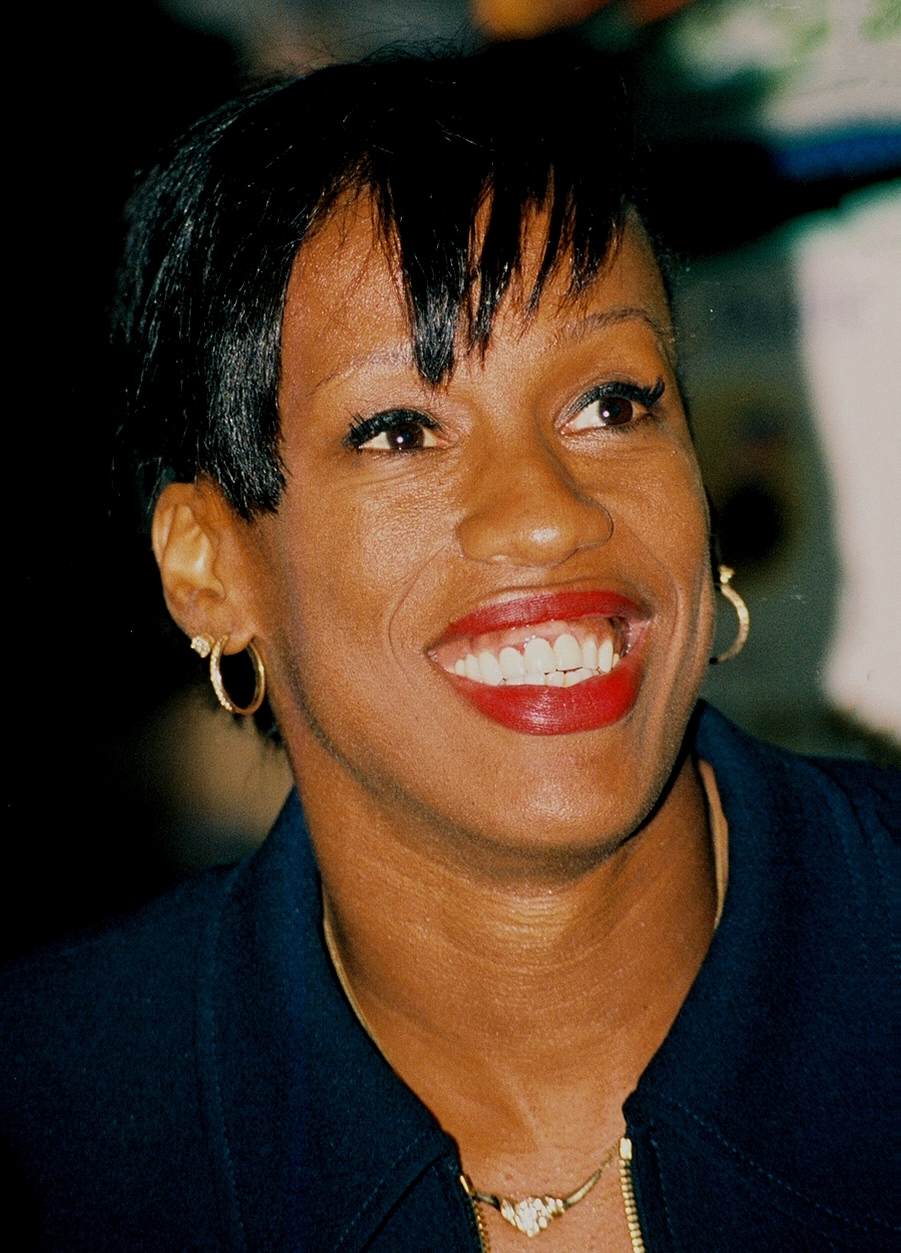
Weltmeisterin Jackie Joyner-Kersee, 1984 Olympiazweite und drei Tage später auch Weltmeisterin im Weitsprung
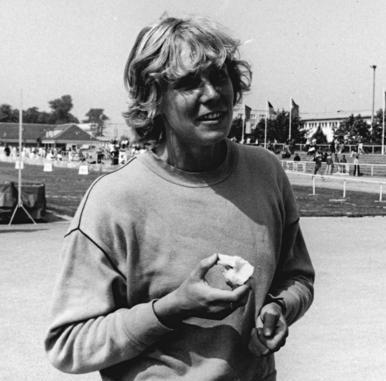
Anke Behmer, frühere Anke Vater, belegte Rang vier
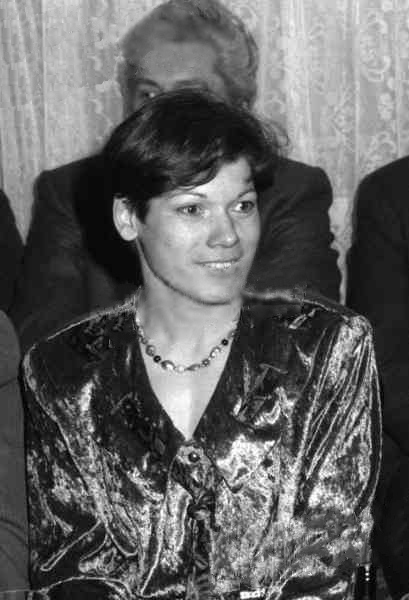
Liliana Năstase kam auf den fünften Platz
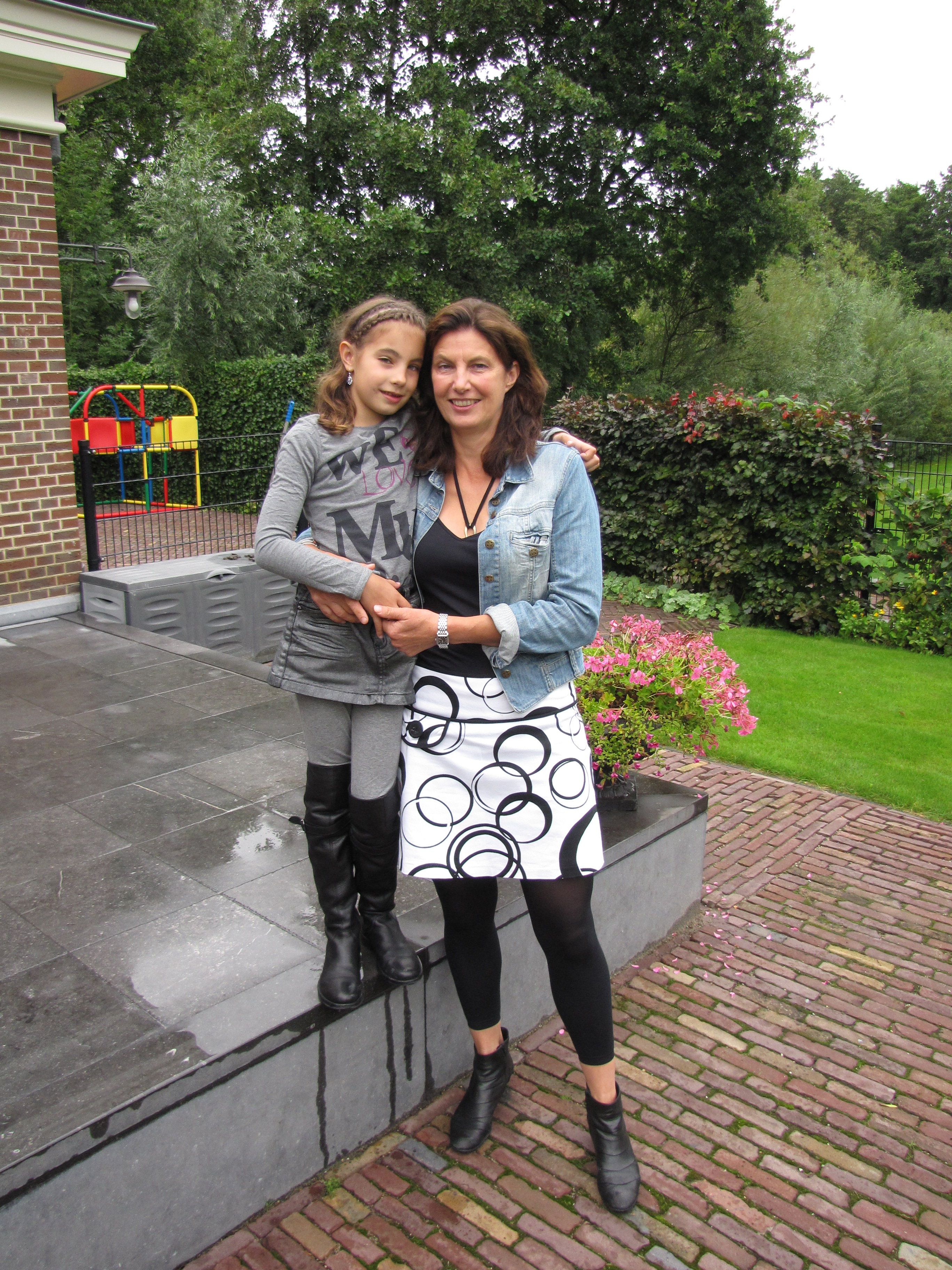
Tineke Hidding erreichte Platz dreizehn

## Video
- Heptathlon Final, IAAF World Championships London 2017 auf youtube.com, abgerufen am 10. April 2020
- 1987 World - Rome Heptathlon Long Jump Jackie Joyner-Kersee 7m14 auf youtube.com, abgerufen am 10. April 2020